# Matsudaira Tarō
Matsudaira Tarō est un nom japonais traditionnel ; le nom de famille (ou le nom d'école), Matsudaira, précède donc le prénom (ou le nom d'artiste).
Matsudaira Tarō (松平 太郎, 1839-24 mai 1909) est commandant en chef des armées du shogunat Tokugawa à la fin de l'époque d'Edo. Lors de la guerre de Boshin, il est le vice-président de la république d'Ezo où il est plus particulièrement chargé des relations internationales.